# Jewel De'Nyle
Jewel De'Nyle, född Stephany Schwarz 5 augusti 1976 i Wetmore, Colorado, USA, är en amerikansk porrstjärna av sicilianskt ursprung, som har regisserat, producerat och agerat i pornografisk film. Hon har medverkat som skådespelare sedan april 1998, och hennes första film var Wicked Sex Party. Regissör och producent har hon varit endast på 2000-talet. Hon var tidigare professionell dansös. Hennes föräldrar har sagts stödja hennes karriär inom porrbranschen.
Jewel DeNyles mamma har på senare tid varit aktiv i porrbranschen, hennes mamma jobbar under namnet DeBella. De ligger för tillfället i fejd, och Jewel anser att hennes mamma har gjort sig känd på hennes bekostnad.
Jewel var gift med porraktören Michel Stefano mellan 2002 och 2006. Hon har bland annat spelat in scener med Catalina.